# Isolat France
Isolat-France est une entreprise française de production et de commercialisation d'isolant projeté au polyuréthane,.

## Présentation
Créée en 2006, Isolat France a mis au point un procédé spécifique d’isolation interne des bâtiments par polyuréthane (PU) projeté in situ. Cette technique consiste à projeter directement sur la surface à isoler une mousse issue d’un mélange de polyol et d’isocyanate, permettant ainsi de réaliser une isolation continue, c’est-à-dire sans les ponts thermiques liés aux jointures des plaques de matériaux isolants généralement utilisés.

### Commercialisation
Les produits / procédés d’Isolat France sont distribués via un réseau d’une trentaine d’applicateurs spécialisés en isolation projetée, titulaires d’une concession exclusive dans leur ressort géographique. L’ensemble du réseau, qui emploie près de 200 collaborateurs, isole chaque jour une quarantaine de bâtiments en France sur la base des produits et des techniques d’application de l'entreprise. 

### Centre de recherche
Le champ d’activité de recherche des travaux menés par Isolat France concernent les classes T1 (thermique) et T3 (génie des procédés). Outre les travaux réalisés dans les locaux de la société Isolat France à Arnas, les activités de R&D du programme concerné ont été ou sont exécutés pour ce qui a trait aux composants utilisés dans la formule du polyuréthane projeté : au sein des laboratoires de Bayer Material Science et pour ce qui a trait aux tests des procédés et produits au sein du Centre Technique et Scientifique du Bâtiment (CSTB), à Champs sur Marne (77).

## Historique
2006 : Isolat France crée le premier réseau d’applicateurs professionnels exclusifs en Europe. 
2009 : Obtention de l’Avis Technique (CSTB) pour un procédé d’isolation des sols par projection de polyuréthane.
2010 : Extension de l’Avis Technique aux bâtiments collectifs et aux ERP (Etablissements Recevant du Public).
2011 : Reconnaissance de l’intégration de l’isolation projetée dans le complexe des murs avec la mise en place d’un Pass innovation.
2013 : Obtention du premier Avis Technique pour la projection murale de polyuréthane, Obtention d’une certification CSTBat pour l’isolation des sols et des murs par projection de polyuréthane sur chantier
2014 : Après plusieurs années d’efforts et de recherches, l’étanchéité à l’air de parois isolées à l’aide du procédé d’isolation isOlatFRANCE est reconnue par la commission chargée de formuler les Avis Techniques au CSTB
2017: Isolat France est rachetée par l'entreprise canadienne ICYNENE Inc. (www.icynene.com). Thierry LOUIS devient directeur général de l'entreprise qui désormais propose des mousses à cellules ouvertes fabriquées au Canada par ICYNENE